# Hans Liesche
Hans Liesche (ur. 11 października 1891 w Hamburgu, zm. 30 marca 1979 w Berlinie) – niemiecki lekkoatleta specjalizujący się w skoku wzwyż, uczestnik letnich igrzysk olimpijskich w Sztokholmie (1912), srebrny medalista olimpijski w skoku wzwyż.

## Sukcesy sportowe
- czterokrotny mistrz Niemiec w skoku wzwyż – 1911, 1912, 1913, 1915[1]

| Rok  | Miasto    | Zawody               | Konkurencja | Wynik         |
| ---- | --------- | -------------------- | ----------- | ------------- |
| 1912 | Sztokholm | Igrzyska olimpijskie | skok wzwyż  | srebrny medal |

## Rekordy życiowe
- skok wzwyż – 1,91 (1912)